# Бронекатери типу Т
Бронекатери типу «Т» — тип польських, а потім радянських бронекатерів, що будувалися за замовленням Польщі на різних суднобудівних заводах впродовж 20-х та 30-х років. Ці катери брали участь у Другій світовій війні до 1945 року. Всього побудовано 19 одиниць. За радянською класифікацією бронекатери отримали назву тип «Т» (або трофейні). Також їх іноді називали бронекатери типу «Прага», за місцем будівництва. На 22.06.1941 залишалося 9 боєздатних одиниць даного типу, включених до складу Пінської військової флотилії під номерними назвами №№ 41, 42, 43, 44, 45, 51, 52, 53 та 54.

## Служба у Польщі
Впродовж міжвоєнних років польські ВМС отримували від різних суднобудівних заводів катери, які згодом модернізувалися та отримували нове обладнання та озброєння. Польське командування мало у роспорядженні на базі збудованих суден (19 одиниць) 1 катер артилерійської розвідки, 4 вспоміжні катери та решту у якості бронекатерів. Після вступу Червоної Армії у Західну Білорусь всі катери відходили на захід по річках Прип'ять та Піна. А 21 вересня власні екіпажі затопили їх у Дніпровсько-Бузькому каналі неподалік села Кружеличин.

## Служба у Радянському флоті у 1939-41 рр.

Бронекатери типу Т у військовому порту міста Пінськ, 1939 р. З фондів Центрального Військово-Морського музею, С.-Петербург.

У жовтні 1939 року ремонтні та аварійно-рятувальні служби Дніпровської військової флотилії підняли 18 одиниць цих катерів. Згодом почалися ремонтні роботи. Частину суден не прийняли на озброєння через незадовільний технічний стан. На кінець 1940 року флотилія, що була переформована у Пінську військову флотилію (ПВФ), мала у роспорядженні 9 боєздатних бронекатерів №№ 41, 42, 43, 44, 45, 51, 52, 53 та 54. У тому ж році кожен бронекатер отримав нове озброєння: два 12,7-мм кулемети ДШК та один 7,62-мм ДТ-29.
На момент початку Великої Вітчизняної війни всі бронекатери типу «Т» знаходилися біля Пінська, місто вони залишили останніми вже 28 червня. Згодом 7 бронекатерів увійшли до складу Дніпровського загону річкових кораблів та діяли до 18 серпня 1941 року на відтинку Трипілля - Ржищів - Канів. Один катер знаходився у Києві на ремонті, та ще два опинилися у складі Березинського загону річкових кораблів. Останніх два або знищено, або покинуто на річці Березина у кінці серпня, коли Червона Армія відійшла з її рубежа.

Бронекатери типу Т у військовому порту міста Пінськ, 1939 р. З фондів Центрального Військово-Морського музею, С.-Петербург.

Першим безпосереднім бойовим контактом для типу «Т» став епізод на річці Дніпро біля села Козин, коли 3 серпня катер № 44 біля 18 години розпочав огньовий бій з протитанковою батареєю німців, що розташувалася на березі. Корабель отримав одне влучення 37-мм снарядом, при цьому поранено командира та 3 червонофлотців. Того ж дня катери №№ 41 та 42 разом з монітором «Лєвачов» здійснили наскок на зайняте ворогом село Гребені. Після відходу кораблів ПВФ з району Каніва до Києва бронекатери типу «Т» діяли на Дніпрі на відтинку Чорнобиль - Київ. При цьому катери №№ 45 та 54 через технічні проблеми залишилися біля міста Канів на озері-затоці Лезерень та були затоплені власними екіпажами 17 вересня, коли Червона Армія остаточно залишила даний район під час невдалої битви за Київ. 22.08.1941 бронекатери №№ 45 та 53 супроводжують бойові кораблі флотилії, що мали завдання по прикриттю дніпровських переправ відступаючої 5-ї армії Південно-Західного фронту. Останнім активно діючим бронекатером залишався № 41. У вересні його включено до складу Чернігівського загону річкових кораблів для дій на річці Десна. Під час відступу 11 вересня власний екіпаж затопив бронекатер № 41 на Десні у Ладинській заводі, що 20 кілометрів південніше Чернігова.

## Служба у Радянському флоті у 1943-45 рр.
Після визволення Києва від німців у гавані особливого призначення, що знаходиться біля Рибальського острова, знайдено один затоплений та два вмерзлих у льод бронекатери типу «Т». На початку 1944 року всіх трьох піднято, відремонтовано та включено до складу Дніпровської військової флотилії (ДВФ) під номерними назвами №№ 35, 36 та 37. Тепер їх озброєння складалося лише з одного кулемета ДШК та одного кулемета кулемет «Максим». Екіпаж становив 7 осіб.
Навесні та влітку 1944 року катери перебазувалися по річках Березина та Прип'ять, а потім залізницею, до Західного Буга. Біля гирла ріки Нарви бронекатери №№ 36 та 37 розпочали свою першу бойову операцію разом з іншими кораблями ДВФ. 20 жовтня о 17 годині кораблі під сильним вогнем супротивника прорвалися до містечка Сероцька та здійснили висадку десанта. Через кілька днів два катери діють на відтинку Зегже - Дембе (дивись детальніше у статті Сероцький плацдарм). 17 листопада №№ 36 та 37 відійшли у верхів´я Західного Буга до містечок Попове - Косьцельне на зимовку. Що до № 35, то він так і не застосовувався як бойова одиниця. У травні 1945 року складено акт про технічний стан бронекатерів №№ 36 та 37, за яким катери вже не відповідали військово-технічним вимогам. У жовтні їх, як і № 35, перевели до розряду плавзасобів. За свідченням ветерана ДВФ М. І. Григор´єва два бронекатери типу «Т» кинуто на березі Гогенцоллерн-каналу (сучасна назва «Канал Гафель - Одра»), коли Дніпровська військова флотилія здійснювала передіслокацію з Німеччини до своєї основної бази у Пінську.
Як видно з бойового шляху бронекатерів, їх характеристики дозволяли брати участь лише у розвідувальних діях та боротьбі з піхотою на прямій видимості. Ефективна вогньова підтримка сухопутних військ була малоефективна (боротьба з мінометами, фортифікаційними спорудами тощо) - не вистачано вогньової сили та бронювання.